# Écubier

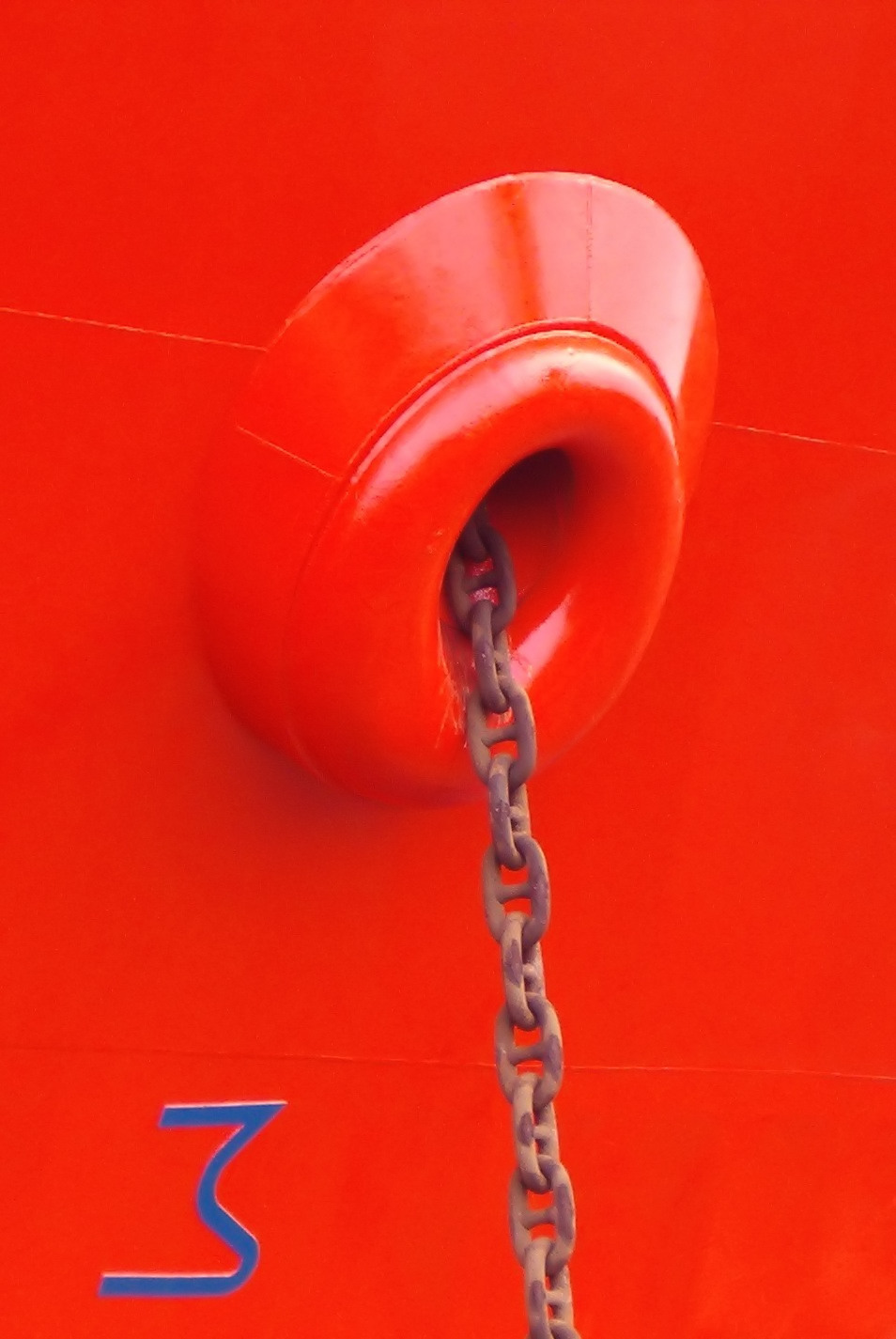
Renforcement de coque en sortie d'écubier

Un écubier est un conduit cylindrique pratiqué dans la coque d'un bateau servant à faire passer la chaîne de l'ancre. Il est généralement situé entre le pont et le bordé. Sa position doit être étudiée avec précision pour qu'elle corresponde à l'alignement des guindeaux.
Sur les bateaux de petites dimensions, l'écubier peut être remplacé par  un davier (ferrure comportant un réa), la chaîne de mouillage court alors sur le pont et est souvent centrale (une seule ligne de mouillage).

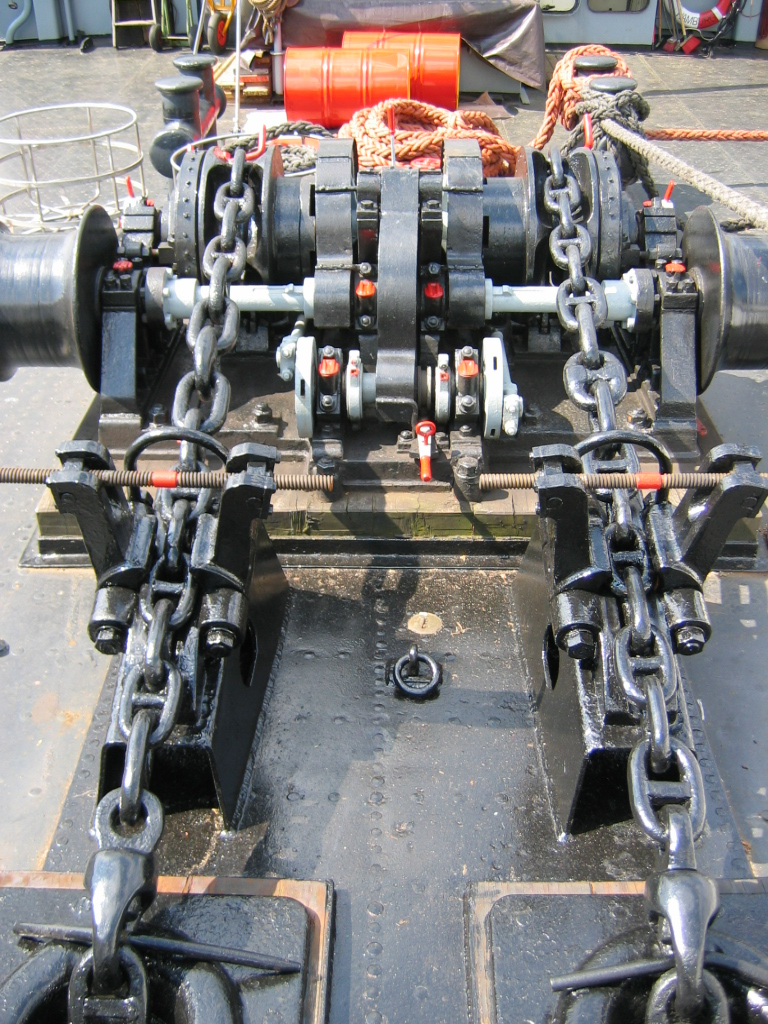
Chaînes du guindeau aux écubiers